# Sava-Arangel Čestić
Sava-Arangel Čestić (serbisch-kyrillisch Сава Аранђел Честић; * 19. Februar 2001 in Offenbach am Main) ist ein serbisch-deutscher Fußballspieler, der häufig in der Innenverteidigung zum Einsatz kommt. Er spielt für Heracles Almelo.

## Karriere

### Verein
Čestić spielte zunächst beim Offenbacher Stadtteilverein SG Rosenhöhe, ehe er über die Kickers Offenbach in die Jugend des FSV Frankfurt wechselte. Zur Saison 2016/17 wechselte Čestić in das Nachwuchsleistungszentrum des FC Schalke 04. Dort wurde er in seinem ersten Jahr mit den B1-Junioren (U17) Meister der Weststaffel der B-Junioren-Bundesliga. Čestić kam bei der U17 jedoch nur zu einem Einsatz (ein Tor) und spielte hauptsächlich bei den B2-Junioren (U16). In der Saison 2017/18 war er mit 15 Einsätzen (13-mal von Beginn) dann fester Bestandteil der U17. Zur Saison 2018/19 rückte der Innenverteidiger aufgrund seines Alters zu den A-Junioren (U19) auf, kam aber unter dem Cheftrainer Norbert Elgert beim Gewinn der West-Staffel lediglich zu 2 Einsätzen in der A-Junioren-Bundesliga. Čestić wechselte daraufhin zur Saison 2019/20, seiner letzten Spielzeit bei den Junioren, innerhalb der Liga zur U19 des 1. FC Köln. Dort kam er in 14 Spielen (2 Tore) zum Einsatz, ehe die Spielzeit aufgrund der COVID-19-Pandemie im März 2020 nach 20 Spielen abgebrochen wurde. Die Kölner U19 stand zum Zeitpunkt des Saisonabbruchs auf dem 1. Platz und wurde daher Staffelsieger des West-Staffel. Ein gesamtdeutscher Meister wurde nicht ausgespielt. Im Januar 2020 durfte der 18-Jährige zudem unter Markus Gisdol am Trainingslager der Profis im spanischen Benidorm teilnehmen.
Zur Saison 2020/21 rückte Čestić unter Gisdol in den Profikader auf. Zum Saisonbeginn gehörte der Innenverteidiger bei einigen Pflichtspielen zum Spieltagskader, ohne jedoch eingewechselt zu werden. Er sammelte daher zunächst Spielpraxis in der zweiten Mannschaft in der viertklassigen Regionalliga West. Nach 10 Regionalligaeinsätzen (2 Tore) debütierte der 19-Jährige am 28. November 2020 in der Bundesliga, als er beim 2:1-Auswärtssieg gegen Borussia Dortmund in der Startelf stand. Zwei Tage später verlängerte er seinen Vertrag bis zum 30. Juni 2024.
Anfang Januar 2022 gab der 1. FC Köln bekannt, dass der Verein und Cestic sich auf eine Vertragsauflösung geeinigt haben. Wenige Tage später meldete der kroatischen Erstligist HNK Rijeka die Verpflichtung von Čestić. Der ursprünglich bis 2024 terminierte Vertrag wurde bereits im Sommer 2022 vorzeitig aufgelöst. Danach war Čestić mehrere Monate vereinslos, bis er  zum 1. Januar einen Vertrag bei Heracles Almelo unterzeichnete.

### Nationalmannschaft
Čestić absolvierte zwischen 2017 und 2018 drei Spiele für die serbische U16-Nationalmannschaft sowie vier Spiele für die U18-Auswahl. Im März 2021 spielte er erstmals im U-21-Nationalteam. Im Juni 2021 gab er in einem Testspiel gegen Jamaika sein Debüt in der serbischen A-Nationalmannschaft.

## Erfolge
- Meister der A-Junioren-Bundesliga West: 2019, 2020
- Meister der B-Junioren-Bundesliga West: 2017